# Registracija zrakoplova
Registracija zrakoplova je alfanumeričen niz, s katerim se nedvoumno izkazuje istovetnost civilnega zrakoplova, podobno kot registrska tablica označuje cestno vozilo. Vojaška letala namesto tega nosijo repne oznake in serijske številke. Po Konvenciji o mednarodnem civilnem letalstvu mora biti vsak zrakoplov registriran pri nacionalni agenciji za letalstvo in imeti ves čas obratovanja na krovu dokazilo o tej registraciji v obliki uradnega certifikata. Večina držav zahteva tudi, da je registrska oznaka vtisnjena na ognjeodporno ploščico, trajno pritrjeno na trup, kar olajša preiskavo požara ali nesreče zrakoplova.
Nekatere države dovoljujejo ponovno uporabo registrske oznake, če je bil prvotni nosilec prodan, uničen ali trajno izvzet iz uporabe (upokojen). Hkrati lahko nosi isti zrakoplov zaporedoma tekom uporabe različne oznake. To se lahko zgodi, če zamenja lastnika ali jurisdikcijo, pa tudi včasih na željo lastnika brez konkretnega razloga. Pomembno je le, da ima isti zrakoplov v določenem trenutku točno eno unikatno oznako.

## Seznam registracijskih oznak po državah oz. regijah
Seznam vključuje samo aktualne (2016) oznake.
| Država/regija                                | Predpona              | Oblika |
| -------------------------------------------- | --------------------- | --- |
| Afganistan                                   | YA                    | YA-AAA do YA-ZZZ |
| Albanija                                     | ZA                    | ZA-AAA do ZA-ZZZ |
| Alžirija                                     | 7T                    | 7T-AAA do 7T-ZZZ |
| Andora                                       | C3                    | C3-AAA do C3-ZZZ |
| Angola                                       | D2                    | D2-AAA do D2-ZZZ |
| Angvila                                      | VP-A                  | VP-AAA do VP-AZZ |
| Antigva in Barbuda                           | V2                    | V2-AAA do V2-ZZZ |
| Argentina                                    | LVLQ                  | LV-AAA do LV-ZZZLQ-AAA do LQ-ZZZ (uradna uporaba) |
| Armenija                                     | EK                    | EK-10000 do EK-99999 |
| Aruba                                        | P4                    | P4-AAA do P4-ZZZ |
| Avstralija                                   | VH                    | VH-AAA do VH-ZZZ |
| Avstrija                                     | OE                    | OE-AAA do OE-KZZOE-BAA do OE-BZZ (uradna uporaba)OE-LAA do OE-LZZ (letala na rednih potniških linijah)OE-VAA do OE-VZZ (preskusne registracije)OE-WAA do OE-WZZ (amfibijska in morska letala)OE-XAA do OE-XZZ (helikopterji)OE-0001 do OE-5999 (jadralna letala)OE-9000 do OE-9999 (motorne jadralna letala) |
| Azerbajdžan                                  | 4K                    | 4K-AZ1 do 4K-AZ9994K-10000 do 4K-99999 |
| Bahami                                       | C6                    | C6-AAA do C6-ZZZ |
| Bahrajn                                      | A9C                   | A9C-AA do A9C-ZZ |
| Bangladeš                                    | S2                    | S2-AAA do S2-ZZZ |
| Barbados                                     | 8P                    | 8P-AAA do 8P-ZZZ |
| Belgija                                      | OO                    | OO-AAA do OO-PZZOO-RAA do OO-ZZZOO-BAA do OO-BZZ (priporočena za toplozračne balone)OO-YAA do OO-ZAA (priporočena za jadralna letala)OO-01 do OO-499 (zrakoplovi domače izdelave)OO-501 do OO-999 & OO-A01 do OO-Z99 (ultralahka letala) |
| Belize                                       | V3                    | V3-AAA do V3-ZZZ |
| Belorusija                                   | EW                    | EW-10000 do EW-99999 (nekdanje sovjetske registracije)EW-100AA do EW-999ZZ (splošna, razen za spodnje primere)EW-200PA do EW-299PA (samo za letala Boeing 737)EW-100PJ do EW-299PJ (samo za letala Bombardier CRJ) EW-001DA, EW-001PA, EW-001PB, EW-85815 (uradna uporaba)EW-0001L do EW-9999L (toplozračni baloni) |
| Benin                                        | TY                    | TY-AAA do TY-ZZZ |
| Bermudi                                      | VP-B, VQ-B            | VP-BAA do VP-BZZ, VQ-BAA do VQ-BZZ |
| Bolivija                                     | CP                    | CP-1000 do CP-9999 |
| Bocvana                                      | A2                    | A2-AAA do A2-ZZZ |
| Bolgarija                                    | LZ                    | LZ-AAA do LZ-ZZZ |
| Bosna in Hercegovina                         | T9E7                  | T9-AAA do T9-ZZZE7-AAA do E7-ZZZ |
| Brazilija                                    | PPPRPSPTPU            | PP-AAA do PP-ZZZPR-AAA do PR-ZZZ (PR-ZAA do PR-ZZZ samo za eksperimentalna ne-lahka letala)PS-AAA do PS-ZZZ (predlog ANAC, še ni v uporabi)PT-AAA do PT-ZZZ (PT-ZAA do PT-ZZZ samo za eksperimentalna ne-lahka letala)PU-AAA do PU-ZZZ (ultralahki in eksperimentalni lahki zrakoplovi) |
| Britanski Deviški otoki                      | VP-L                  | VP-LAA do VP-LZZ |
| Brunej                                       | V8                    | V8-AAA do V8-ZZZV8-AA1 do V8-ZZ9V8-001 do V8-999 |
| Burkina Faso                                 | XT                    | XT-AAA do XT-ZZZ |
| Burundi                                      | 9U                    | 9U-AAA do 9U-ZZZ |
| Butan                                        | A5                    | A5-AAA do A5-ZZZ |
| Ciper                                        | 5B                    | 5B-AAA do 5B-ZZZ |
| Cookovi otoki                                | E5                    | E5-AAA do E5-ZZZ |
| Čad                                          | TT                    | TT-AAA do TT-ZZZ |
| Češka                                        | OK                    | OK-AAA do OK-ZZZOK-AAA 00 do OK-ZZZ 99 (ultralahka letala)OK-0000 do OK-9999 (jadralna letala in toplozračni baloni)OK-A000 do OK-A999 (ultralahke jadralna letala) |
| Čile                                         | CC (od 2009 dalje)    | CC-AAA do CC-ZZZ |
| Črna gora                                    | 4O                    | 4O-AAA do 4O-ZZZ |
| Danska                                       | OY                    | OY-AAA do OY-ZZZOY-HAA do OY-HZZ (helikopterji)Katerakoli registracija, ki vsebuje črko X (jadralna letala)OY-BAA do OY-BZZ (priporočena za toplozračne balone) |
| Dominika                                     | J7                    | J7-AAA do J7-ZZZ |
| Dominikanska republika                       | HI                    | HI-100AA do HI-999ZZ |
| Džibuti                                      | J2                    | J2-AAA do J2-ZZZ |
| Egipt                                        | SU                    | SU-AAA do SU-XXZSU-ZAA do SU-ZZZSU-001 do SU-999 (jadralna letala in toplozračni baloni) |
| Ekvador                                      | HC                    | HC-AAA do HC-ZZZ |
| Ekvatorialna Gvineja                         | 3C                    | 3C-AAA do 3C-ZZZ |
| Eritreja                                     | E3                    | E3-AAAA do E3-ZZZZ |
| Estonija                                     | ES                    | ES-AAA do ES-ZZZ |
| Esvatini                                     | 3D                    | 3D-AAA do 3D-ZZZ |
| Etiopija                                     | ET                    | ET-AAA do ET-ZZZ |
| Falklandski otoki                            | VP-F                  | VP-FAA do VP-FZZ |
| Ferski otoki                                 | (glej Danska)         | |
| Fidži                                        | DQ                    | DQ-AAA do DQ-ZZZ |
| Filipini                                     | RP                    | RP-C0001 do RP-C9999 (polno registrirani zrakoplovi)RP-G0001 do RP-G9999 (jadralna letala)RP-R0001 do RP-R9999 (omejene registracije)RP-X0001 do RP-X9999 (poskusna certifikacija)RP-S0001 do RP-S9999 (netipski certificirani zrakoplovi) |
| Finska                                       | OH                    | OH-AAA do OH-ZZZOH-001 do OH-999 (jadralna letala)OH-G001 do OH-G999 (avtožiroji)OH-U001 do OH-U999 (ultralahka letala) |
| Francija                                     | F                     | F-AAAA do F-ZZZZF-AYAA do F-AZZZ (starodobniki)F-CAAA do F-CZZZ (jadralna letala) F-OAAA do F-OZZZ (čezmorska ozemlja in zrakoplovi v dolgoročnem najemu tujim operaterjem) F-PAAA do F-PZZZ (zrakoplovi domače izdelave) F-WAAA do F-WZZZ (preskus in dostava)F-ZAAA do F-ZZZZ (državni zrakoplovi)"številka departmaja"-AA do -ZZ & -AAA do -ZZZ (ultralahka letala)[npr. 59-ABC za departma Nord ] |
| Francoska Gvajana                            | F-O                   | F-OAAA do F-OZZZ |
| Francoski Antili                             | F-OG                  | F-OGAA do F-OGZZ |
| Gabon                                        | TR                    | TR-AAA do TR-ZZZ |
| Gambija                                      | C5                    | C5-AAA do C5-ZZZ |
| Gana                                         | 9G                    | 9G-AAA do 9G-ZZZ |
| Gibraltar                                    | VP-G                  | VP-GAA do VP-GZZ |
| Grčija                                       | SX                    | SX-AAA do SX-ZZZ |
| Grenlandija                                  | (glej Danska)         | |
| Grenada                                      | J3                    | J3-AAA do J3-ZZZ |
| Gruzija                                      | 4L                    | 4L-AAA do 4L-ZZZ4L-10000 do 4L-99999 |
| Guernsey                                     | 2                     | 2-AAAA do 2-ZZZZ |
| Gvajana                                      | 8R                    | 8R-AAA do 8R-ZZZ |
| Gvatemala                                    | TG                    | TG-AAA do TG-ZZZ |
| Gvineja                                      | 3X                    | 3X-AAA do 3X-ZZZ |
| Gvineja Bissau                               | J5                    | J5-AAA do J5-ZZZ |
| Haiti                                        | HH                    | HH-AAA do HH-ZZZ |
| Honduras                                     | HR                    | HR-AAA do HR-ZZZ |
| Hong Kong                                    | B-H (prej VR-H)B-KB-L | B-HAA do B-HZZ B-KAA do B-KZZB-LAA do B-LZZ |
| Hrvaška                                      | 9A                    | 9A-AAA do 9A-ZZZ9A-GAA do 9A-GZZ (jadralna letala)9A-HAA do 9A-HZZ (helikopterji)9A-OAA do 9A-OZZ (toplozračni baloni)9A-UAA do 9A-UZZ (ultralahka letala) |
| Indija                                       | VT                    | VT-AAA do VT-ZZZ |
| Indonezija                                   | PK                    | PK-AAA do PK-ZZZ |
| Iran                                         | EP                    | EP-AAA do EP-ZZZ |
| Irak                                         | YI                    | YI-AAA do YI-ZZZ |
| Irska                                        | EI                    | EI-AAA do EI-ZZZ |
| Islandija                                    | TF                    | TF-AAA do TF-ZZZTF-100 do TF-999 (ultralahka letala) |
| Italija                                      | I                     | I-AAAA do I-ZZZZI-0001 do I-Z999 (ultralahka letala) |
| Izrael                                       | 4X                    | 4X-AAA do 4X-ZZZ |
| Jamajka                                      | 6Y                    | 6Y-AAA do 6Y-ZZZ |
| Japonska                                     | JA                    | JA0001 do JA9999JA001A do JA999ZJA01AA do JA99ZZJAA001 do JAA999 (toplozračni baloni) |
| Jemen                                        | 7O                    | 7O-AAA do 7O-ZZZ |
| Jersey                                       | ZJ                    | ZJ-AAA do ZJ-ZZZ |
| Jordanija                                    | JY                    | JY-AAA do JY-ZZZ |
| Južna Koreja                                 | HL                    | HLC000 do HLC999 (ultralahka letala)HL0000 do HL0599 (jadralna letala)HL0600 do HL0799 (zračne ladje)HL1000 do HL1799, HL2000 do HL2099 (zrakoplovi z batnimi motorji)HL5100 do HL5499 (turbopropelerska letala)HL6100 do HL6199 (helikopterji z batnimi motorji)HL7100 do HL7199 (enomotorna turboreaktivna letala)HL7200 do HL7299, HL7500 do HL7599, HL7700 do HL7799, HL7800 do 7899, HL8000 do 8099, HL8200 do HL8299 (dvomotorna reaktivna letala)HL7300 do HL7399 (tromotorna reaktivna letala)HL7400 do HL7499, HL7600 do HL7699, HL8400 do HL8499, HL8600 do HL8699 (štirimotorna reaktivna letala)HL9100 do HL9699 (turbogredni helikopterji) |
| Južni Sudan                                  | Z8                    | Z8-AAA do Z8-ZZZ |
| Kajmanji otoki                               | VP-C                  | VP-CAA do VP-CZZ |
| Kambodža                                     | XU                    | XU-AAA do XU-ZZZ |
| Kamerun                                      | TJ                    | TJ-AAA do TJ-ZZZ |
| Kanada                                       | C                     | C-FAAA do C-FZZZ (starodobniki imajo lahko oznako CF- namesto C-F)C-GAAA do C-GZZZC-IAAA do C-IZZZ (ultralahka letala) |
| Katar                                        | A7                    | A7-AAA do A7-ZZZA7-HAA do A7-HZZ, A7-MAA do A7-MZZ (uradna uporaba) |
| Kazahstan                                    | UP                    | UP-AAA01 do UP-ZZZ99 (črke v priponi označujejo tip) |
| Kenija                                       | 5Y                    | 5Y-AAA do 5Y-ZZZ |
| Kirgizistan                                  | EX                    | EX-100 do EX-999EX-10000 do EX-99999 |
| Kiribati                                     | T3                    | T3-AAA do T3-ZZZ |
| Kolumbija                                    | HJHK                  | HJ-1000A do HJ-9999Z (ultralahka letala) HK-1000A do HK-9999Z |
| Komori                                       | D6                    | D6-AAA do D6-ZZZ |
| Kosovo                                       | KS                    | KS-AAA do KS-ZZZ |
| Kostarika                                    | TI                    | TI-AAA do TI-ZZZTI-000 do TI-999 (ultralahka letala) |
| Kuba                                         | CU                    | CU-A1000 do CU-A1999 (kmetijska letala)CU-C1000 do CU-C1999 (tovorna letala letalskih družb)CU-H1000 do CU-H1999 (helikopterji)CU-N1000 do CU-N1999 (zasebni zrakoplovi)CU-T1000 do CU-T1999 (potniška letala letalskih družb)CU-U1000 do CU-U1999 (ultralahka letala) |
| Kuvajt                                       | 9K                    | 9K-AAA do 9K-ZZZ |
| Laos                                         | RDPL                  | RDPL-10000 do RDPL-99999 |
| Latvija                                      | YL                    | YL-AAA do YL-ZZZ |
| Lesoto                                       | 7P                    | 7P-AAA do 7P-ZZZ |
| Libanon                                      | OD                    | OD-AAA do OD-ZZZ |
| Liberija                                     | A8                    | A8-AAA do A8-ZZZ |
| Libija                                       | 5A                    | 5A-AAA do 5A-ZZZ |
| Lihtenštajn                                  | HB                    | HB-AAA do HB-ZZZ (deljeno s Švico) |
| Litva                                        | LY                    | LY-AAA do LY-ZZZ |
| Ljudska republika Kitajska                   | B                     | B-1500 do B-9999B-00AA do B-99ZZ (splošno) |
| Luksemburg                                   | LXN3                  | LX-AAA do LX-ZZZLX-BAA do LX-BZZ (toplozračni baloni)LX-CAA do LX-CZZ (jadralna letala, tudi motorne)LX-HAA do LX-HZZ (helikopterji)LX-N90442 do LX-N90459 (NATO AWACS)N4LX-XAA do LX-XZZ (ultralahka letala) |
| Macau                                        | B-M                   | B-MAA do B-MZZ |
| Madagaskar                                   | 5R                    | 5R-AAA do 5R-ZZZ |
| Madžarska                                    | HA                    | HA-AAA do HA-ZZZHA-1111 do HA-9999 (jadralna letala)HA-AAAA do HA-ZZZZ (ultralahka letala in motorne jadralna letala) |
| Makedonija                                   | Z3                    | Z3-AAA do Z3-ZZZZ3-HAA do Z3-HZZ (helikopterji)Z3-UA-001 do Z3-UA-999 (ultralahka letala) Z3-OAA do Z3-OZZ (toplozračni baloni) |
| Malavi                                       | 7Q                    | 7Q-AAA do 7Q-ZZZ |
| Maldivi                                      | 8Q                    | 8Q-AAA do 8Q-ZZZ |
| Malezija                                     | 9M                    | 9M-AAA do 9M-ZZZ9M-EAA do 9M-EZZ (doma zgrajeni zrakoplovi)9M-UAA do 9M-UZZ (ultralahka letala) |
| Mali                                         | TZ                    | TZ-AAA do TZ-ZZZ |
| Malta                                        | 9H                    | 9H-AAA do 9H-ZZZ |
| Man                                          | M                     | M-AAAA do M-ZZZZ |
| Maroko                                       | CN                    | CN-AAA do CN-ZZZ |
| Marshallovi otoki                            | V7                    | V7-0001 do V7-9999 |
| Mavretanija                                  | 5T                    | 5T-AAA do 5T-ZZZ |
| Mavricij                                     | 3B                    | 3B-AAA do 3B-ZZZ |
| Mehika                                       | XAXBXC                | XA-AAA do XA-ZZZ (komercialni zrakoplovi)XB-AAA do XB-ZZZ (zasebni zrakoplovi)XC-AAA do XC-ZZZ (vladni zrakoplovi) |
| Mikronezija                                  | V6                    | V6-AAA do V6-ZZZ |
| Mjanmar                                      | XYXZ                  | XY-AAA do XY-ZZZXZ-AAA do XZ-ZZZ (ni v uporabi) |
| Moldavija                                    | ER                    | ER-AAA do ER-ZZZER-10000 do ER-99999 |
| Monako                                       | 3A                    | 3A-AAA do 3A-ZZZ3A-HAA do 3A-HZZ (helikopterji) |
| Mongolija                                    | JU                    | JU-1000 do JU-9999 |
| Montserrat                                   | VP-M                  | VP-MAA do VP-MZZ |
| Mozambik                                     | C9                    | C9-AAA do C9-ZZZ |
| Namibija                                     | V5                    | V5-AAA do V5-ZZZ |
| Nauru                                        | C2                    | C2-AAA do C2-ZZZ |
| Nemčija                                      | D                     | D-AAAA do D-AZZZ (za zrakoplove z več kot 20 t MTOW) D-AUAA do D-AZZZ (preskusne registracije za zrakoplove, ki jih izdeluje Airbus na letališču Finkenwerder)D-BAAA do D-BZZZ (za zrakoplove s 14-20 t MTOW)D-CAAA do D-CZZZ (za zrakoplive s 5,7-14 t MTOW)D-EAAA do D-EZZZ (za enomotorne zrakoplove do 2 t MTOW)D-FAAA do D-FZZZ (za enomotorne zrakoplove z 2-5,7 t MTOW)D-GAAA do D-GZZZ za večmotorne zrakoplove do 2 t MTOW)D-IAAA do D-IZZZ za večmotorne zrakoplove 2t-5,7t MTOW)D-HAAA do D-HZZZ (rotorski zrakoplovi)D-KAAA do D-KZZZ (motorne jadralna letala)D-LAAA do D-LZZZ (zračne ladjeD-MAAA do D-MZZZ (motorna ultralahka letala)D-NAAA do D-NZZZ (ultralahka letala brez lasnega pogona)D-OAAA do D-OZZZ (toplozračni baloni)D-0001 do D-9999 (jadralna letala) |
| Nepal                                        | 9N                    | 9N-AAA do 9N-ZZZ (komercialni zrakoplovi)9N-RAA do 9N-RZZ (vladni zrakoplovi) |
| Nizozemska                                   | PH                    | PH-AAA do PH-ZZZPH-1AA do PH-1ZZ (droni)PH-1A1 do PH-9Z9 (ultralahka letala)PH-100 do PH-9999 (jadralna letala) |
| Nizozemski Antili                            | PJ                    | PJ-AAA do PJ-ZZZ |
| Nikaragva                                    | YN                    | YN-AAA do YN-ZZZ |
| Niger                                        | 5U                    | 5U-AAA do 5U-ZZZ |
| Nigerija                                     | 5N                    | 5N-AAA do 5N-ZZZ |
| Norveška                                     | LN                    | LN-AAA do LN-ZZZ (splošno, razen spodaj)LN-G** (jadralna letala)LN-O** (helikopterji)LN-C** (toplozračni baloni)LN-Y** (ultralahka letala) |
| Nova Zelandija                               | ZK                    | ZK-A**, ZK-B**, ZK-GA*, ZK-HA* (starodobniki) ZK-FA*, ZK-FB* (toplozračni baloni)ZK-G** (jadralna letala)ZK-H**, ZK-I** (helikopterji)ZK-RA*, ZK-RB*, ZK-RC*, ZK-RD* (žirokopterji) ZK-Q** (ni v uporabi po zahtevi ICAO)Ostalo za letala |
| Oman                                         | A4O                   | A4O-AA do A4O-ZZ |
| Organizacija združenih narodovN2             | 4U                    | 4U-AAA do 4U-ZZZ |
| Otoki Turks in Caicos                        | VQ-T                  | VQ-TAA do VQ-TZZ |
| Pakistan                                     | AP, AR                | AP-AAA do AP-ZZZ (civilni zrakoplovi)AR-*** (nekateri vojaški zrakoplovi) |
| Palestina                                    | SU-YE4                | SU-YAA do SU-YZZN1 |
| Panama                                       | HP                    | HP-1000AA do HP-9999ZZ |
| Papuanska Nova Gvineja                       | P2                    | P2-AAA do P2-ZZZ |
| Paragvaj                                     | ZP                    | ZP-AAA do ZP-ZZZ |
| Peru                                         | OB                    | OB-1000 do OB-9999 |
| Poljska                                      | SP,SN                 | SP-AAA do SP-ZZZSP-0*** (motorne jadralna letala)SP-1*** do SP-3***, SP-8*** (jadralna letala)SP-B** (toplozračni baloni)SP-L** (letala družbe LOT Polish Airlines) SP-S*** (ultralahka letala)SP-X*** (avtožiroji)SP-Y** (eksperimentalni zrakoplovi)SN-**XP or SP-VP* (policijski zrakoplovi)SN-**YG or SP-VS* (zrakoplovi mejne straže) |
| Portugalska                                  | CR, CS                | CR-AAA do CR-ZZZ CS-AAA do CS-ZZZ (splošno)CS-T** (letala letalskih družb)CS-H** (helikopterji)CS-X** (eksperimentalni zrakoplovi)CS-U** (ultralahka letala)CS-P** (jadralna letala)CS-B** (toplozračni baloni) |
| Republika Južna Afrika                       | ZSZTZU                | ZS-AAA do ZS-ZZZ (tipski certificirani zrakoplovi)ZT-AAA do ZT-ZZZ (ni v uporabi)ZU-AAA do ZU-ZZZ (netipski certificirani zrakoplovi) |
| Republika Kitajska (Tajvan)                  | B                     | B-00001 do B-99999 (razen B-1500 do B-9999) |
| Reunion                                      | F-OD                  | F-ODAA do F-ODZZ |
| Romunija                                     | YR                    | YR-AAA do YR-ZZZYR-1000 do YR-9999 (jadralna letala in ultralahka letala) |
| Ruanda                                       | 9XR                   | 9XR-AA do 9XR-ZZ |
| Rusija                                       | RA, RF                | RA-00001 do RA-99999RA-0001G do RA-9999G (zasebni zrakoplovi)RA-0001A do RA-9999A (zasebni zrakoplovi, nova serija)RF-00001 do RF-99999 (državni zrakoplovi; prvi dve števki označujeta lastnika) |
| Salvador                                     | YS                    | YS-AAA do YS-ZZZ |
| Samoa                                        | 5W                    | 5W-AAA do 5W-ZZZ |
| San Marino                                   | T7                    | T7-AAA do T7-ZZZT7-001 do T7-999 (ultralahka letala) |
| Saudova Arabija                              | HZ                    | HZ-AAA do HZ-ZZZHZ-AA1 do HZ-ZZ99HZ-AAA1 do HZ-ZZZ99HZ-AAAA do HZ-ZZZZ |
| Sejšeli                                      | S7                    | S7-AAA do S7-ZZZ |
| Senegal                                      | 6V                    | 6V-AAA do 6V-ZZZ |
| Severna Koreja                               | P                     | P-500 do P-999 |
| Sierra Leone                                 | 9L                    | 9L-AAA do 9L-ZZZ |
| Singapur                                     | 9V                    | 9V-AAA do 9V-ZZZ |
| Sirija                                       | YK                    | YK-AAA do YK-ZZZ |
| Slonokoščena obala                           | TU                    | TU-AAA do TU-ZZZ |
| Slovaška                                     | OM                    | OM-AAA do OM-ZZZOM-AAAA do OM-ZZZZ, OM-M000 do OM-M999 (ultralahka letala)OM-0000 do OM-9999 (jadralna letala) |
| Slovenija                                    | S5                    | S5-AAA do S5-9999S5-DAA do S5-DZZ (splošno)S5-HAA do S5-HZZ (helikopterji)S5-PAA do S5-PZZ (ultralahka letala)S5-MAA do S5-MZZ (doma zgrajeni zrakoplovi)S5-JAA do S5-JZZ (žirokopterji)S5-1000 do S5-1999 (starodobna jadralna letala)S5-3000 do S5-3999 (enosedežna jadralna letala)S5-7000 do S5-7999 (dvosedežna jadralna letala)S5-KAA do S5-KZZ (motorna jadralna letala)S5-OAA do S5-OZZ (toplozračni baloni) |
| Salomonovi otoki                             | H4                    | H4-AAA do H4-ZZZ |
| Somalija                                     | 6O                    | 6O-AAA do 6O-ZZZ |
| Srbija                                       | YU                    | YU-AAA do YU-ZZZYU-0000 do YU-9999 (jadralna letala)YU-A000 do YU-Z999 (ultralahka letala) |
| Srednjeafriška republika                     | TL                    | TL-AAA do TL-ZZZ |
| Sudan                                        | ST                    | ST-AAA do ST-ZZZ |
| Surinam                                      | PZ                    | PZ-AAA do PZ-ZZZ |
| Sveta Helena/Ascension                       | VQ-H                  | VQ-HAA do VQ-HZZ |
| Sveta Lucija                                 | J6                    | J6-AAA do J6-ZZZ |
| Sveti Krištof in Nevis                       | V4                    | V4-AAA do V4-ZZZ |
| Sveti Tomaž in Princ                         | S9                    | S9-AAA do S9-ZZZ |
| Sveti Vincencij in Grenadine                 | J8                    | J8-AAA do J8-ZZZ |
| Španija                                      | EC                    | EC-AAA do EC-WZZEC-YAA do EC-ZZZ (doma zgrajeni zrakoplovi)EC-AA0 do EC-ZZ9 (ultralahka letala)EC-001 do EC-999 (preskusni zrakoplovi in dostava) |
| Šrilanka                                     | 4R                    | 4R-AAA do 4R-ZZZ |
| Švedska                                      | SE                    | SE-AAA do SE-ZZZSE-AAA do SE-CZZ (propelerska letala, splošno)SE-DAA do SE-DZZ (reaktivna letala)SE-EAA do SE-GZZ (propelerska letala, splošno)SE-HAA do SE-HZZ (helikopterji)SE-IAA do SE-IZZ (propelerska letala, splošno)SE-JAA do SE-JZZ (helikopterji)SE-KAA do SE-LZZ (propelerska letala, splošno)SE-RAA do SE-RZZ (reaktivna letala)SE-SAA do SE-UZZ (jadralna letala)SE-VAA do SE-VZZ (ultralahka letala)SE-XAA do SE-XZZ (doma zgrajeni zrakoplovi)SE-ZAA do SE-ZZZ (zrakoplovi, lažji od zraka)SE-A01 do SE-Z99 (preskusni zrakoplovi in dostava) |
| Švica                                        | HB                    | HB-AAA do HB-ZZZ (splošno)HB-1 do HB-9999 (jadralna letala in motorna jadralna letala) |
| Tadžikistan                                  | EY                    | EY-10000 do EY-99999 |
| Tahiti                                       | F-OH                  | F-OHAA do F-OHZZ |
| Tajska                                       | HS                    | HS-AAA do HS-ZZZ |
| Tanzanija                                    | 5H                    | 5H-AAA do 5H-ZZZ |
| Togo                                         | 5V                    | 5V-AAA do 5V-ZZZ |
| Tonga                                        | A3                    | A3-AAA do A3-ZZZ |
| Trinidad in Tobago                           | 9Y                    | 9Y-AAA do 9Y-ZZZ |
| Tunizija                                     | TS                    | TS-AAA do TS-ZZZ |
| Turčija                                      | TC                    | TC-AAA do TC-ZZZTC-BAA do TC-BZZ (toplozračni baloni)TC-HAA do TC-HZZ (helikopterji)TC-PAA do TC-PZZ (jadralna letala)TC-UAA do TC-UZZ (ultralahka letala)TC-ZAA do TC-ZZZ (kmetijska letala) |
| Turkmenistan                                 | EZ                    | EZ-A100 do EZ-Z999 |
| Tuvalu                                       | T2                    | T2-AAA do T2-ZZZ |
| Uganda                                       | 5X                    | 5X-AAA do 5X-ZZZ |
| Ukrajina                                     | UR                    | UR-AAA do UR-ZZZUR-10000 do UR-99999UR-AAAA do UR-ZZZZ (zrakoplovi v zasebni lasti) |
| Urugvaj                                      | CX                    | CX-AAA do CX-ZZZ |
| Uzbekistan                                   | UK                    | UK-10000 do UK-99999 |
| Vanuatu                                      | YJ                    | YJ-AA1 do YJ-ZZ99 |
| Venezuela                                    | YV                    | YV1000 do YV9999YV100T do YV999TYV100E do YV999E (šolska letala)YVO100 do YVO999 (uradna uporaba) |
| Vietnam                                      | VN                    | VN-1000 do VN-9999VN-A100 do VN-A999 (zrakoplovi s turboreaktivnim pogonom) VN-B100 do VN-B999 (zrakoplovi s turbopropelerskim pogonom) VN-C100-C999 (zrakoplovi z motorjem z notranjim zgorevanjem) |
| Vzhodni Kongo (Demokratična republika Kongo) | 9Q                    | 9Q-AAA do 9Q-ZZZ |
| Vzhodni Timor                                | 4W N1                 | 4W-AAA do 4W-ZZZ |
| Zahodni Kongo (Republika Kongo)              | TN                    | TN-AAA do TN-ZZZ |
| Zambija                                      | 9J                    | 9J-AAA do 9J-ZZZ |
| Združene države Amerike                      | N                     | N1 do N99999N1A do N9999ZN1AA do N999ZZ |
| Združeni arabski emirati                     | A6                    | A6-AAA do A6-ZZZ |
| Združeno kraljestvo                          | G                     | G-AAAA do G-ZZZZG-1-1 do G-99-99 (preskusni zrakoplovi in dostava) |
| Zelenortski otoki                            | D4                    | D4-AAA do D4-ZZZ |
| Zimbabve                                     | Z                     | Z-AAA do Z-ZZZ |